# Manuel Rocheman

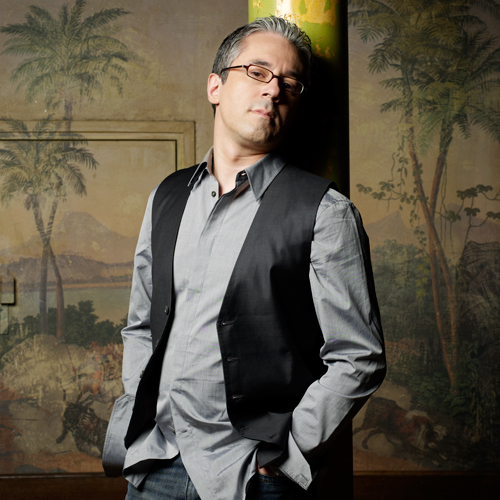
Manuel Rocheman (2011)

Manuel Rocheman (* 23. Juli 1964 in Paris) ist ein französischer Jazzmusiker (Pianist, Komponist).

## Leben und Wirken
Rocheman entstammte einer Musikerfamilie; sein Großvater mütterlicherseits war Flötist, sein Vater, der Gitarrist und Schauspieler Lionel Rocheman gründete im American Center in Paris ein Hootenanny, wo sie Musiker aus der ganzen Welt trafen. Rocheman erhielt bereits im Alter von sechs Jahren auf und nahm zwölfjährig auf Einladung von Bob Vatel an Jamsessions in Paris teil.
Am Conservatoire National de Région de Paris bekam er Klavierunterricht bei Alberto Neuman, einem Schüler von Arturo Benedetti Michelangeli und besuchte Schlagzeugkurse. Daneben arbeitete er mit den Jazzpianisten Gabriel Garvanoff und Michel Sardaby.
1980 ging er nach New York, wo er Tommy Flanagan und Jaki Byard kennenlernte. Im gleichen Jahr brachte ihn Vatel mit Martial Solal zusammen, und er wurde dessen einziger Schüler. Seit 1983 arbeitete er in Paris mit einem Trio; 1994 trat er beim Jazzfestival von Paris im Duo mit Solal auf.
Neben seiner solistischen Arbeit tritt Rocheman im Duo mit Olivier Ker Ourio und mit Sara Lazarus auf. Er arbeitete auch mit Musikern wie Anthony Ortega, Sylvain Beuf, Al Foster, Aldo Romano, George Mraz und Kyle Eastwood. Seit 2004 ist er Mitglied des International Jazz Orchestra von Dusko Goykovich. Auch mit Toninho Horta (Café & Alegria, 2012) und mit Rick Margitza hat er gespielt.

## Auszeichnungen
1989 wurde er bester französischer Pianist bei der Martial Solal Jazz Piano International Competition. Seine erste CD Trio Urbain wurde von der Académie du Jazz 1991 als beste CD des Jahres ausgezeichnet, sein zweites Album White Keys erhielt im Folgejahr den Django d’Or (Frankreich). 1998 zeichnete ihn die Académie du Jazz mit dem Prix Django Reinhardt als besten Musiker des Jahres aus. Zwischen 1995 und 2002 wurde er von der Fondation BNP Paribas gefördert.

## Diskographie (Auswahl)
- Trio urbain mit François Moutin und Peter Gritz, 1990
- White Keys mit François und Louis Moutin, 1992
- Tropic City mit Christophe Wallemme und Simon Goubert, 1996
- Come Shine mit George Mraz und Al Foster, 1998
- I'm Old Fashioned mit George Mraz, Al Foster, Riccardo Del Fra und Simon Goubert, 2000
- Alone at Last, Soloalbum, 2003
- Live at the New Morning Hall, Soloalbum, 2004
- Cactus Dance mit Scott Colley und Antonio Sánchez, 2007
- Maurice Rocheman & Nadine Bellombre Paris-Maurice, 2014
- misTeRIO, mit Mathias Allamane und Matthieu Chazarenc 2016
- Magic Lights, mit Mathias Allamane und Matthieu Chazarenc, 2021

## Lexikalische Einträge
- Philippe Carles, André Clergeat, Jean-Louis Comolli: Nouvelle dictionnaire du jazz. Paris 2011; ISBN 9782221-115923